# دتش جوردن
دتش جوردن (بالإنجليزية: Dutch Jordan)‏ هو لاعب كرة قاعدة أمريكي، ولد في 5 يناير 1880 في بيتسبرغ في الولايات المتحدة، وتوفي في 23 ديسمبر 1972.

## وصلات خارجية
- دتش جوردن على موقعبيزبول رفرنس.كوم (الدوري الرئيسي) (الإنجليزية)
- دتش جوردن على موقعبيزبول رفرنس.كوم (الدوري الثانوي) (الإنجليزية)